# Йоганнес Лаурістін
Йога́ннес Ла́урістін (ест. Johannes Lauristin; псевдонім — Ю́хан Ма́дарік (ест. Juhan Madarik); (29 жовтня) 10 листопада 1899, місто Ревель, — 28 серпня 1941) — естонський революціонер, політик і письменник, радянський державний діяч, перший голова Ради народних комісарів Естонської РСР (1940—1941). Депутат Верховної Ради СРСР 1-го скликання (в 1941 році).

## Життєпис
Батько працював на заводі «Двигун» у місті Ревелі (Таллінні). Ранні роки Йоганнеса Лаурістіна пройшли у волості Куйваіое повіту Хар'ю Естляндської губернії в родині діда. З семи років був пастухом у селі, наймитував на сільськогосподарських роботах. 1914 року закінчив міністерську школу волості Куйваіое. 
1915 року переїхав до Ревеля, де почав працювати учнем токарної майстерні на заводі «Вольта». У 1916 році влаштувався на роботу токарем на завод «Двигун» і працював там майже два роки. Навчався на вечірніх курсах.
У червні 1919–1921 роках проходив службу в естонській армії. У жовтні 1919 року поступив на машинобудівне відділення Талліннського технікуму, але через брак коштів навчання покинув. Відвідував вечірню школу.
Після демобілізації в 1921 році влаштувався робітником у гавані Таллінна.

### Революціонер
Свою політичну діяльність Лаурістін розпочав ще на заводі «Двигун». Вступивши до лав Комуністичної партії у травні 1917 року, він почав проводити революційну пропаганду серед робітників.
Повернувшись з армії, Йоганнес увійшов до складу оргкомітету нелегального комуністичного Союзу молоді Естонії (КСМЕ). Таку організацію було створено влітку 1921 року після закриття урядом Загальноестонського союзу молодих пролетарів. Організація випускала нелегальну комсомольську газету «Noor Tööline» («Молодий пролетар»), створювала власні нелегальні організації на багатьох підприємствах (у вересні 1922 року в республіці діяло вже 46 нелегальних комсомольських організацій, що налічували близько 300 членів КСМЕ).
Як член оргкомітету КСМЕ Лаурістін брав участь у проведенні 1-го з'їзду нелегальної організації, який окреслив програму щодо залучення молоді до «Єдиного фронту». Навесні 1922 року активісти КСМЕ домоглись офіційної реєстрації статуту спортивного товариства «Геркулес» (до кінця року воно мало десять відділень та налічувало 460 осіб), яке також долучилось до «Єдиного фронту».
У серпні 1922 року, коли було створено Центральну Раду профспілок Естонії, став її членом та секретарем правління Талліннської Центральної ради профспілок. Вже на 2-му з'їзді робітничих спілок, що відбувався 27-29 листопада, виступив із доповіддю у питанні «про зміцнення й розширення Єдиного фронту трудящих». На тому ж з'їзді Лаурістін був обраний заступником голови Центральної Ради робітничих спілок. Легальним штабом Спілки став «Робітничий підвал» (приміщення під Талліннською бібліотекою). Там Йоганнес брав участь у зібраннях профспілкових організацій, робітничої молоді, організовував гуртки й секції, проводив конференції та з'їзди пролетарських організацій. Окрім того, з 1922 до 1923 року Лаурістін редагував газету «Талліннський робітник» — орган лівих профспілок.
1923 року був обраний депутатом до Державних зборів 2-го скликання від «Єдиного фронту» (учасники робітничого руху у складі «Єдиного фронту» здобули десять місць у Рійгікогу). У той же час почастішали загальні збори робітників заводу «Двигун», Російсько-балтійського заводу, де вимагали можливість продовжувати діяльність профспілок. 3 лютого на знак протесту проти арештів учасників робітничого руху й заборони робітничих організацій у талліннському Будинку пожежних відбувся мітинг, в якому брали участь понад 1000 осіб. Після цього Лаурістін був заарештований.
21-23 лютого 1923 року був звинувачуваним під час «Процесу над 12 діячами робітничого руху», що відбувався у Талліннському військово-окружному суді. Попри те, що сторона звинувачення навіть не довела зв'язок з Компартією Естонії, був засуджений до восьми років каторги. Перебуваючи у в'язниці, Лаурістін першим запропонував створити всеестонський керівний центр політв'язнів-комуністів — Тюремне бюро «Вабе», а коли це було реалізовано, увійшов до його складу. Бюро здійснювало зв'язок з комуністами, які перебували у різних в'язницях та спілкувались безпосередньо з Центральним комітетом Компартії Естонії. Організував випуск газети «Вангімая Кійр» («Промінь світла у в'язниці»). 23 лютого 1931 року вийшов із ув'язнення, але на волі перебував лише 19 днів.
14 березня 1931 року (після з'їзду Всеестонського комітету безробітних і подальшої заборони їхніх демонстрацій, що планувались на 25 лютого) Лаурістін знову був заарештований та на «Процесі 34» засуджений до шести років каторги.
Звільнившись за амністією в травні 1938 року, вже у червні 1938 року увійшов до складу відновленого керівного центру Компартії Естонії — Нелегального бюро, що виконувало функції ЦК КПЕ. Восени 1939 став головою так званої Контактної комісії, яку було створено за ініціативою Компартії Естонії та яка координувала роботу профспілок.
У ніч на 1 квітня 1940 року Лаурістін брав участь у нараді на квартирі одного з членів Нелегального бюро, яка згодом увійшла в історію як «Квітнева конференція КПЕ». На тій нараді виступав із доповіддю з організаційної роботи, ретельно висвітливши працю комуністів у легальних організаціях, зокрема, у профспілках. Доповідач Лаурістін підкреслив одне з головних завдань: «перетворити всі робітничі об'єднання на масові бойові організації трудового народу».

### 1940 та 1941 роки
Йоганнес Лаурістін брав активну участь у подіях 1940 року в Естонії. За часів, коли у республіці тривала заміна всіх керівників міського й повітового самоврядування, в червні 1940 року став одним з керівників Інформаційного центру нового уряду. З червня по серпень 1940 року — політичний секретар ЦК Комуністичної партії Естонії.
Будучи обраним депутатом Державної думи 2-го скликання (вибори проходили 14-15 липня), ще на першій сесії парламенту виступив з доповіддю «Про державний устрій Естонії». Лаурістін також був одним із тих, хто виступив на підтримку вступу Естонії до складу СРСР та націоналізації землі.
6 серпня, коли у Москві була скликана сьома сесія Верховної ради СРСР (на сесію прибули повноважні комісії Державної думи Естонії та Народних сеймів Латвії й Литви), Йоганнес Лаурістін виступив як повноважний член комісії Державної думи Естонії.
На сесії Державної думи 24 серпня, що відбулась уже після вступу Естонії до Радянського Союзу, голова конституційної комісії Лаурістін виступив перед депутатами з проектом Конституції Естонської РСР. Конституція була ухвалена за його доповіддю. Того ж дня вийшла постанова, відповідно до якої Державну думу було проголошено Верховною радою ЕРСР. Лаурістін очолив Раду народних комісарів республіки. На виборах до Верховної ради Естонської РСР, що відбулись 12 січня 1941 року, він був обраний депутатом. Таким чином, Лаурістін став першим главою уряду ЕРСР.

### Війна
Влітку 1941 року, коли з початком війни на територію Естонії відступила 8-а армія, голова Раднаркому Естонії та член Бюро ЦК КПЕ Йоганнес Лаурістін увійшов до складу Республіканського комітету оборони, що спрямовував зусилля на допомогу армії. Як член комітету, регулярно публікувався на шпальтах газети «Комуніст» і виступав на радіо.
У виступі на радіо 16 липня 1941 року Лаурістін сказав: «Ми маємо подолати всі труднощі, перенести всі негоди, зібрати всі свої сили для того, щоб перемогти ворога». Останній його виступ на радіо відбувся 22 серпня.
Відповідно до офіційної версії Лаурістін загинув під час евакуації з Таллінна на есмінці «Володарський» 28 серпня 1941 року, підірвавшись на міні. За версією його дружини Ольги, чоловіка вбили співробітники НКВС через відмову виконати наказ Сталіна про знищення підприємств.

### Письменник
Літературну діяльність Йоганнес Лаурістін розпочав 1922 року. Його публікації виходили під псевдонімом «Юхан Мадарік». Перебуваючи у в'язниці, Мадарік у 1925–1927 роках написав роман «Розвінчувачі». У романі в особі одного з основних героїв Олександра Мрамора письменник створив образ революціонера. Книга була потай передана до Росії та видана 1929 року в Ленінграді з передмовою Яна Анвельта. Роман мав значний успіх.
1936 року у в'язниці розпочав роботу над більш значущим твором — романом «Республіка», присвяченим подіям в Естонії з кінця XIX століття, де в образі Антса Васака змалював шлях естонців до революційної свідомості. Мадарік завершив тільки першу частину книги. Її було надруковано 1941 року, а друга й четверта частини були видані 1953.

## Родина
1939 року Лаурістін одружився з естонською революціонеркою Ольгою Кюннапуу, у шлюбі з якою народилась дочка Мар'ю — естонська вчена-соціолог (професор Тартуського університету) і політик, яка у 1992–1994 роках обіймала посаду міністра соціальних справ Естонської Республіки.

## Твори
- Vabariik. Riigikukutajad, Tallinn, 1970.